# Melithreptus
Melithreptus é um género de ave da família Meliphagidae.
Este género contém as seguintes espécies:
- Melithreptus affinis
- Melithreptus brevirostris
- Melithreptus gularis
- Melithreptus validirostris
- Melithreptus lunatus
- Melithreptus albogularis